# Plasma Media Center
Plasma Media Center (PMC) — уніфікований інтерфейс для роботи з мультимедіа-контентом на стаціонарних ПК, нетбуках, планшетах, телевізорах та інших пристроях, на яких може бути запущено оточення KDE. PMC забезпечує типові для медіацентрів функції і дозволяє показувати зображення, програвати музику і відтворювати відео.
Медіацентр базується на технологіях Plasma і KDE, і використовує QML для формування інтерфейсу, адаптованого для різних класів пристроїв. Для розширення функціональності надається API для створення плаґінів, Підтримується робота з вмістом локальних файлових систем, та з зовнішніх online-сервісів, таких, як YouTube, Flickr і Picasa. Управління відтворенням і навігація по контенту можуть здійснюватися через клавіатуру/мишу, сенсорний екран або пульти дистанційного керування. Для уніфікованого перегляду всього медіаконтенту доступна можливість використання засобів пошуку на стільниці KDE (KDE Desktop Search).

## Виноски
1. ↑  Plasma Media Center - Release One